# 嘉兴历史
嘉兴是華東的歷史名城，從史前到現在的歷史長達7000年。嘉兴是中国著名的古城，是一个拥有7000年文明史的城市，和3150年（以一代城建城开始计算）的古老城郭。嘉兴经过多次大起大落。历经兴衰。

## 史前史
嘉興的史前历史可追溯至公元前5000年，是新石器时代马家浜文化的发祥地。在有文字记录的不同历史时期，嘉兴被劃歸不同的属地，有不同名字。

## 先秦
春秋时期，该地名为长水，又称槜李，吴越两国在此开战。
战国时期，被划入楚国境内。
秦统一六国后，始皇认为江东有天子气，所以令囚徒“掘污其地”，并“表以恶名”，设置囚拳县，后讹称为由拳县，与海盐县同属会稽郡。

## 六朝
两汉时期，沿用秦时的名称。
三国时，吴国雄踞江东，分出由拳县南境、海盐县西境，设置为盐官县。孙权称帝后，吴黄龙三年（231年）因由拳县境内生出大片的野稻，孙权认为是祥瑞，遂改由拳县为禾兴县，第二年改年号为嘉禾。三国时赤乌五年（242年），为了避孙权之子孙和的讳，禾兴县改称嘉兴县，嘉兴至此得名。
两晋、南北朝时，皆沿袭嘉兴之名，属吴郡。嘉兴的农业得到进一步的发展。嘉兴得到进一步开发，“一岁或稔则数郡忘饥”。

## 隋唐
隋朝开凿杭州经嘉兴到镇江的大运河，名江南河，给嘉兴带来灌溉舟楫之利。
唐天宝十年（751年），分出嘉兴县东境及海盐、昆山等县部分辖地，设置华亭县。唐代嘉兴屯田27处，“浙西有三屯，而嘉禾为大”，嘉兴已成为中国东南重要产粮区，有“嘉禾一穰，江淮为之康；嘉禾一歉，江淮为之俭”的说法。嘉兴成为中国历朝历代的粮食提供地，被誉为“天下粮仓”，从而使得历代朝廷对江南和嘉兴更加重视。
五代十国期间，吴越国先分嘉兴北境与吴县南境置吴江县,作为与苏州的缓冲；后在嘉兴设置开元府，包括嘉兴、海盐、华亭三个县。这是嘉兴历史上第一次设州府级政权。
后晋天福五年（940年），嘉兴设置秀州，包括嘉兴、海盐、华亭、崇德四个县。

## 宋元
北宋，秀州改名为嘉禾郡，南宋庆元元年（1195年）嘉禾郡升为嘉禾府，后改名为嘉兴军。宋元时，嘉兴经济较发达，被称为“百工技艺与苏杭等”，“生齿蕃而货财阜，为浙西最”。
南宋，由于宋孝宗生于嘉兴的落帆亭。嘉兴成为南宋的留都。《宋史·孝宗纪》：“建炎元年十月戊寅，生帝于秀州杉青闸之官舍”。
元世祖至元十三年（1276年），嘉兴军改为嘉兴府安抚司，随后，又升为嘉兴路总管府。期间，华亭县升为华亭府，后改名松江府，后直属于江浙行省。嘉兴路下辖嘉兴县、海盐州、崇德州。

## 明清
明宣德五年（1430年），嘉兴县西北境分出为秀水县，东北境分出为嘉善县；海盐县设置为平湖县；崇德县设置为桐乡县，嘉兴府下辖七个县，称一府七县。这一府县体制在其后的四五百年间，未有大的变动。其时，在农业和手工业发展的基础上，商品经济日渐繁荣，棉布丝绸行销南北，远至海外，嘉兴王江泾镇的丝绸有“衣被天下”的美誉，嘉善有“收不完的西塘纱”的谚语，桐乡濮院镇丝绸“日产万匹”，名闻遐迩。明朝时期，嘉兴曾经是江南较大的城市之一。明弘治《嘉兴府志》记载：“嘉兴为浙西大府”，“江东一都会也”。嘉兴在明末清初出现了中国早期资本主义社会经济的萌芽。明朝初期间，由于嘉兴是中国重要产粮地，曾经直属于中书省，后来改属浙江。

## 現代
1911年11月7日，辛亥革命党人占领嘉兴，成立嘉兴军政分府。民国初，军政分府被撤除，嘉兴、秀水两县合并为嘉禾县，后因与湖南嘉禾县重名又改为嘉兴县。
1921年8月3日，中国共产党第一次全国代表大会在嘉兴南湖的一艘游船完成了大会的议程，并且签署制定党章，宣告中国共产党成立。
1937年11月5日，日本对嘉兴实行军事占领。
1945年8月15日，日本投降，嘉兴结束长达8年的殖民史
1949年5月7日，嘉兴解放，分设嘉兴县与嘉兴市，均隶属嘉兴专员公署（驻地在湖州），在其后的相当一段时间内，撤并频繁。
1983年8月，撤销嘉兴地区行政公署，分设嘉兴市与湖州市。结束34年的嘉湖共治时代。关于这段历史，居民褒贬不一。分离后，嘉兴方面设立嘉兴市设城区和郊区，下辖嘉善、平湖、桐乡、海宁、海盐五个县。
1983年9月20日，嘉兴市市区设城区人民政府。同一天，嘉兴市郊区农村设郊区人民政府（后更名为秀洲区人民政府）
1986年11月，海宁撤县设市
1991年6月，平湖撤县设市
1993年5月，桐乡撤县设市
1993年11月，城区更名为秀城区
1999年6月21日，郊区更名为秀洲区；
2005年5月25日，秀城区更名为南湖区。
2011年1月24日，嘉兴市获得中国国家级历史文化名城称号。
2011年11月28日，嘉兴市获得中国全国文明名城称号。经过8年的努力，终于获得这个荣誉。

## 參看
- 嘉兴市